# Gà so Tứ Xuyên
Gà so Tứ Xuyên (Arborophila rufipectus) là một loài chim trong họ Phasianidae.